# جوانا سوتون
جوانا سوتون (بالإنجليزية: Joanna Sutton)‏ هي لاعبة كرة الشبكة أسترالية، ولدت في 13 يوليو 1986 في سيدني في أستراليا.